# Intervalo unitário
Em matemática, o intervalo unitário é o intervalo [0,1], que é o conjunto de todos os números reais x tal que zero é menor do que ou igual a x e x é menor do que ou igual a um. O intervalo unitário exerce um papel fundamental na homotopia, um ramo importante da topologia. É um espaço métrico, compacto, contrátil, conectado e localmente conectado. Como um espaço topológico, é homeomórfico aos números reais estendidos. O intervalo unitário é uma variedade analítica unidimensional com limites {0,1}, portando uma orientação padrão de 0 a 1. Como um subconjunto dos números reais, sua medida de Lebesgue é 1. É um conjunto totalmente ordenado e um reticulado completo (cada subconjunto do intervalo unitário possui um supremo e ínfimo).
Na literatura, o termo "intervalo unitário" é também por vezes aplicado a outras formas que um intervalo de 0 a 1 poderia assumir, isto é (0,1], [0,1), e (0,1). Todavia, é mais comumente reservado para o intervalo fechado [0,1].
Por vezes, o termo "intervalo unitário" é usado para referir-se a objetos que interpretam um papel em vários ramos da matemática, análogo ao papel que [0,1] interpreta na teoria da homotopia. Por exemplo, na teoria dos quivers, o (análogo do) intervalo unitário é o gráfico cujo vértice é {0,1} e que contém uma única borda e cuja origem é 0 e cujo destino é 1. Pode-se então definir uma noção de homotopia entre quivers homomórficos análogos a noção de homotopia entre mapas contínuos.
Em todos estes modos, o intervalo unitário é quase sempre escrito I e a seguinte ilustração ASCII satisfaz quase todos os contextos:
*-->--*

0     1
   I